# Epilissus guillaumeti
Epilissus guillaumeti là một loài bọ cánh cứng trong họ Bọ hung (Scarabaeidae).